# Polycaprolactam
Polycaprolactam (Polyamid 6, Kurzzeichen PA6, bekannte Handelsmarke Perlon) ist ein Polymer aus der Gruppe der Polyamide. Polycaprolactam wurde erstmals 1938 von Paul Schlack (I.G. Farben) synthetisiert, um die Eigenschaften von Nylon 6,6 zu reproduzieren, ohne das geltende Produktionspatent zu verletzen.

## Herstellung
Polyamid 6 entsteht durch ringöffnende Polymerisation von ε-Caprolactam. 
Hydrolytische Kettenpolymerisation: Für die Startreaktion wird ε-Aminocapronsäure benötigt. Sie wird durch hydrolytische Ringöffnung aus ε-Caprolactam gewonnen. Dazu werden geringe Mengen an Wasser zugesetzt:
ε-Aminocapronsäure reagiert zusammen mit ε-Caprolactam unter Ausbildung von Amidbindungen zum Polycaprolactam: 
Die Kettenpolymerisation erfolgt unter Ringöffnung an die Amino-Endgruppe der wachsenden Kette. In kontinuierlichen (VK-Rohr-Verfahren) oder diskontinuierlichen Verfahren erfolgt die Reaktion im Bereich von 260 bis 280 °C (VK-Rohr-Verfahren: 240 °C). Die Reaktionszeit beträgt 8 bis 10 Stunden. Verbleibende Monomere werden aus der Schmelze des Produkts im Vakuum entgast oder aus dem Granulat mit Wasser extrahiert.
Anionische Kettenpolymerisation: Diese Polymerisation verläuft vergleichsweise kompliziert. Zur Initiierung wird ε-Caprolactam mit Alkoholaten, primären oder sekundären Aminen in ein Anion überführt. 
Es entsteht nach Addition von Caprolactam ein N-acyliertes Caprolactam, das eigentliche aktive Kettenende der Kettenwachstumsreaktion. Die Wachstumsreaktion erfolgt nach: 
Die langsam verlaufende Bildung von aktiven Kettenenden kann mit Carbonsäurechloriden, Anhydriden oder Isocyanaten beschleunigt werden: 
Unter Stickstoffatmosphäre erfolgt die exotherme Kettenpolymerisation bei 120 bis 150 °C innerhalb weniger Minuten.
Polykondensation: Die Synthese von Polyamid 6 ist auch über eine Polykondensation von ε-Aminocapronsäure möglich:

## Verwendung
Polycaprolactam findet als Kunstfaser unter dem Namen Perlon Verwendung. Viele gegossene (PA6G) und extrudierte (PA6E) Bauteile werden aus Polycaprolactam hergestellt. Der Kunststoff wird auf Grund der Zähigkeit und Verschleißfestigkeit im Maschinenbau für gering belastete Zahnräder und Schrauben sowie wegen der guten Gleiteigenschaften für hoch belastete Gleitlager und -platten verwendet.
In der Dünnschicht- und Säulenchromatographie wird es als Trägermaterial (stationäre Phase) verwendet.